# Волчицьке
Волчицьке (рос. Волчицкое) — присілок в Новоржевському районі Псковської області Російської Федерації.
Населення становить 73 особи. Входить до складу муніципального утворення Вехнянська волость.

## Історія
Від 2015 року входить до складу муніципального утворення Вехнянська волость.

## Населення
| 2001 | 2002 | 2010 |
| ---- | ---- | ---- |
| 133  | ↘118 | ↘73  |